# Pasaporte haitiano
El pasaporte haitiano (en francés: passeport haïtien) es un documento que se expide a los ciudadanos de Haití para viajes internacionales. 
Para obtener un pasaporte haitiano, uno debe ser ciudadano haitiano y presentar prueba de ello. La Constitución haitiana no permite que las personas que nacieron en Haití pero que luego cambiaron su nacionalidad obtengan pasaportes haitianos.

## Apariencia física
La portada es de color azul oscuro y lleva el escudo de armas de Haití en relieve en plata. y 'Pasaporte de la República de Haití' en francés y criollo haitiano, los dos idiomas oficiales de Haití.

## Historia

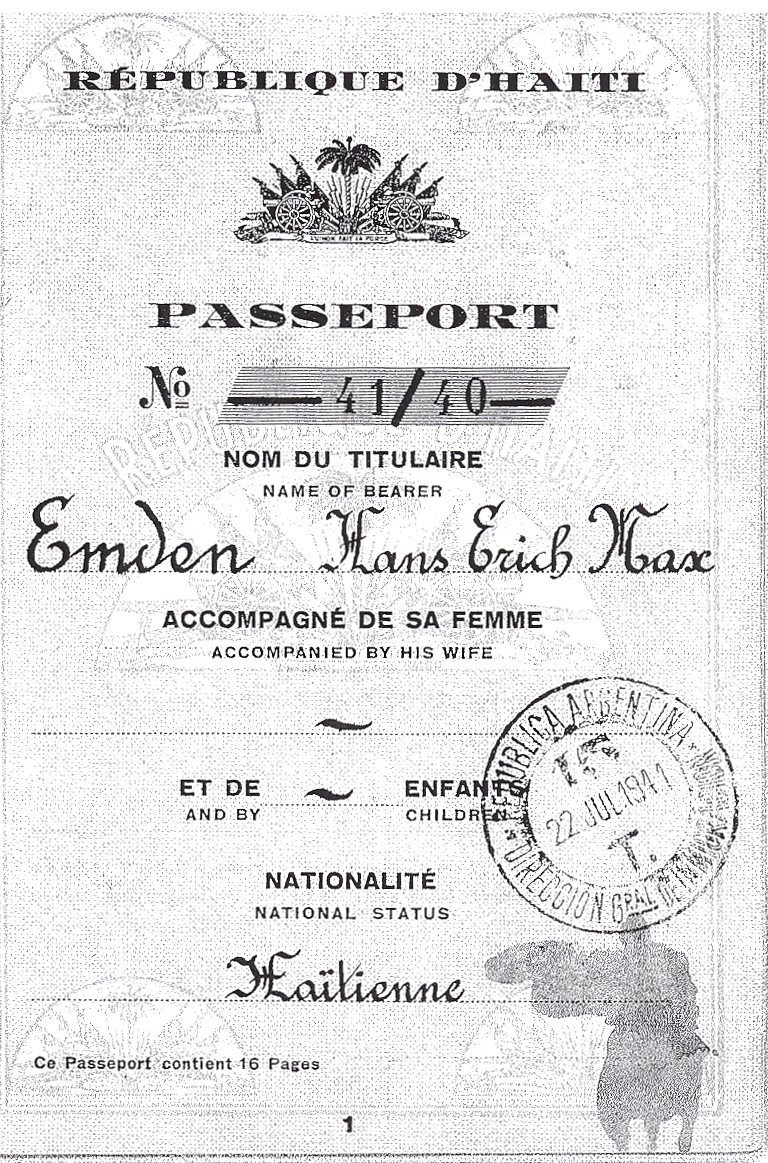
Pasaporte haitiano expedido a sobreviviente del Holocausto, sellado en Argentina, julio de 1941

Entre 1937 y 1942, se pudo obtener un pasaporte haitiano y la ciudadanía haitiana sin visitar el país. Unos 100 judíos de Europa del Este utilizaron este método para escapar de Europa. Alrededor de este tiempo, los funcionarios de los Estados Unidos se dieron cuenta de una estafa de 'pasaportes en venta' realizada con la complicidad del gobierno haitiano. A cambio de un préstamo sustancial de un banco suizo, 100 pasaportes genuinos firmados se pusieron a la venta en Alemania, según se informa por $ 3,000 cada uno.
En 2011, se anunció el lanzamiento de pasaportes biométricos o electrónicos.

## Requisitos de visa
A partir del 1 de enero de 2017, los ciudadanos haitianos tenían acceso sin visa o con visa a la llegada a 50 países y territorios, clasificando el pasaporte haitiano en el puesto 86 en términos de libertad de viaje (vinculado con los pasaportes gaboneses y malgaches) según el índice de restricciones de visa Henley.